# قائمة المضادات الحيوية
فيما يلي قائمة بالمضادات الحيوية (بالإنجليزية: List of antibiotics)‏. تنقسم المضادات الحيوية إلى مبيدات البكتيريا التي تعمل على قتل البكتريا عن طريق تدمير البنية التركيبية لها، وكابحات البكتيريا التي تعمل على تثبيط نمو البكتيريا ومنع انقسامها وبالتالي تحد من قدرتها على إحداث الإمراضية. كان لتطوير المضادات الحيوية تأثير فعال على صحة الإنسان في العقود الماضية، وقد أداى اكتشاف المضادات الحيوية إلى ثورة في مجال مكافحة الأمراض المعدية والأوبئة التي ضلت جاثمة على المجتمعات لقرون عديدة. وقد جرى استخدام المضادات الحيوية لعلاج الهابات والأمراض المختلفة التي تسببها البكتيريا.

## حسب التغطية

### المكورات العنقودية الذهبية المقاومة للميثيسيلين (MRSA)
المضادات الحيوية التي تغطي المكورات العنقودية الذهبية المقاومة للميثيسيلين (MRSA):
- فانكومايسين
- تيكوبلانين
- لينزوليد
- دابتوميسين
- ميثوبريم / سلفاميثوكسازول
- دوكسيسيكلين
- سيفتوبيبرول [2] (الجيل الخامس)
- سيفتارولين (الجيل الخامس)
- كليندامايسين
- دالبافانسين
- حمض الفوسيديك
- موبيروسين (موضعي)
- أوماداسيكلين
- أوريتافانسين
- تديزوليد
- تيلافانسين
- تيغيسيكلين (يغطي أيضًا سلبيات الجرام)

### المكورات العنقودية المقاومة للفانكومايسين (VRSA)
المضادات الحيوية التي تغطي المكورات المعوية المقاومة للفانكومايسين (VRE):
- لينيزوليد
- ستربتوغرامين
- تيجيسيكلين
- دابتوميسين

### الزائفة الزنجارية
المضادات الحيوية التي تغطي الزائفة الزنجبارية
1. عائلة السيفالوسبورينات:
- السيفتازيديم (الجيل الثالث)
- Cefepime (الجيل الرابع)
- Ceftobiprole (الجيل الخامس)
- سيفتولوزان /تازوباكتام
- سيفتازيديم / أفيباكتام

2. عائلة البنسلينات:
- بيبيراسيلين / تازوباكتام
- تيكارسيلين / حمض الكلافولانيك

3. الكاربابينيمات ومثبطات الكاربابينيم والبيتا لاكتاماز:
- ميروبينم / فابورباكتام
- إيميبينيم /سيلاستاتين
- الكاربابينيمات: (ميروبينيم، إيميبينيم)

4. أخرى:
- كوينولون
- بوليميكسين: كوليستين، بوليميكسين ب
- أزتريونام (مونوباكتام)
- أمينوغليكوزيدات

## حسب الفئة
| الاسم العام | الاسم التجاري               | الإستخدامات                                                                                                   | التأثيرات الجانبية | آلية العمل |  |
| أمينوغليكوزيد | أمينوغليكوزيد               | أمينوغليكوزيد                                                                                                 | أمينوغليكوزيد | أمينوغليكوزيد |  |
| --- | --------------------------- | --- | --- | --- |  |
| أميكاسين | أميكين                      | عدوى تتسببها البكتريا سالبة الجرام، مثل •الإشريكية القولونية •كليبسيللا •الزائفة • فعال ضد البكتيريا الهوائية | •فقدان السمع •الدوار •تسمم كلوى | يعتبر من مثبطات تخليق البروتين حيث يرتبط ب 30S في الريبوسوم (بعضها ترتبط ب S50)، يمنع انتقال مجموعة peptidyl-tRNA من موقع A إلى موقع P اثناء الترجمة تاركا البكتيريا غير قادرة على تخليق البروتينات الحيوية التى تلزم لنمو البكتيريا. |  |
| جنتاميسين | جاراميسين                   | عدوى تتسببها البكتريا سالبة الجرام، مثل •الإشريكية القولونية •كليبسيللا •الزائفة • فعال ضد البكتيريا الهوائية | •فقدان السمع •الدوار •تسمم كلوى | يعتبر من مثبطات تخليق البروتين حيث يرتبط ب 30S في الريبوسوم (بعضها ترتبط ب S50)، يمنع انتقال مجموعة peptidyl-tRNA من موقع A إلى موقع P اثناء الترجمة تاركا البكتيريا غير قادرة على تخليق البروتينات الحيوية التى تلزم لنمو البكتيريا. |  |
| كاناميسين | كانتركس                     | عدوى تتسببها البكتريا سالبة الجرام، مثل •الإشريكية القولونية •كليبسيللا •الزائفة • فعال ضد البكتيريا الهوائية | •فقدان السمع •الدوار •تسمم كلوى | يعتبر من مثبطات تخليق البروتين حيث يرتبط ب 30S في الريبوسوم (بعضها ترتبط ب S50)، يمنع انتقال مجموعة peptidyl-tRNA من موقع A إلى موقع P اثناء الترجمة تاركا البكتيريا غير قادرة على تخليق البروتينات الحيوية التى تلزم لنمو البكتيريا. |  |
| نيومايسين | مايسيفرادين                 | عدوى تتسببها البكتريا سالبة الجرام، مثل •الإشريكية القولونية •كليبسيللا •الزائفة • فعال ضد البكتيريا الهوائية | •فقدان السمع •الدوار •تسمم كلوى | يعتبر من مثبطات تخليق البروتين حيث يرتبط ب 30S في الريبوسوم (بعضها ترتبط ب S50)، يمنع انتقال مجموعة peptidyl-tRNA من موقع A إلى موقع P اثناء الترجمة تاركا البكتيريا غير قادرة على تخليق البروتينات الحيوية التى تلزم لنمو البكتيريا. |  |
| نيتلمايسين |                             | عدوى تتسببها البكتريا سالبة الجرام، مثل •الإشريكية القولونية •كليبسيللا •الزائفة • فعال ضد البكتيريا الهوائية | •فقدان السمع •الدوار •تسمم كلوى | يعتبر من مثبطات تخليق البروتين حيث يرتبط ب 30S في الريبوسوم (بعضها ترتبط ب S50)، يمنع انتقال مجموعة peptidyl-tRNA من موقع A إلى موقع P اثناء الترجمة تاركا البكتيريا غير قادرة على تخليق البروتينات الحيوية التى تلزم لنمو البكتيريا. |  |
| ستربتومايسين |                             | عدوى تتسببها البكتريا سالبة الجرام، مثل •الإشريكية القولونية •كليبسيللا •الزائفة • فعال ضد البكتيريا الهوائية | •فقدان السمع •الدوار •تسمم كلوى | يعتبر من مثبطات تخليق البروتين حيث يرتبط ب 30S في الريبوسوم (بعضها ترتبط ب S50)، يمنع انتقال مجموعة peptidyl-tRNA من موقع A إلى موقع P اثناء الترجمة تاركا البكتيريا غير قادرة على تخليق البروتينات الحيوية التى تلزم لنمو البكتيريا. |  |
| توبراميسين | نيبسين                      | عدوى تتسببها البكتريا سالبة الجرام، مثل •الإشريكية القولونية •كليبسيللا •الزائفة • فعال ضد البكتيريا الهوائية | •فقدان السمع •الدوار •تسمم كلوى | يعتبر من مثبطات تخليق البروتين حيث يرتبط ب 30S في الريبوسوم (بعضها ترتبط ب S50)، يمنع انتقال مجموعة peptidyl-tRNA من موقع A إلى موقع P اثناء الترجمة تاركا البكتيريا غير قادرة على تخليق البروتينات الحيوية التى تلزم لنمو البكتيريا. |  |
| بارومايسين | هيوماتين                    | عدوى تتسببها البكتريا سالبة الجرام، مثل •الإشريكية القولونية •كليبسيللا •الزائفة • فعال ضد البكتيريا الهوائية | •فقدان السمع •الدوار •تسمم كلوى | يعتبر من مثبطات تخليق البروتين حيث يرتبط ب 30S في الريبوسوم (بعضها ترتبط ب S50)، يمنع انتقال مجموعة peptidyl-tRNA من موقع A إلى موقع P اثناء الترجمة تاركا البكتيريا غير قادرة على تخليق البروتينات الحيوية التى تلزم لنمو البكتيريا. |  |
| كاربابينيمات |                             | | | |  |
| إرتابينيم | إنفانز                      | مضاد للبكتيريا الموجبة والسالبة وبالتالي يعتبر مضاد واسع الطيف                                                | •الدوار •تشنجات •صداع •طفح الجلدي •الحساسية | تثبيط بناء الجدار الخلوي |  |
| دوريبينام | فينيباكس                    | مضاد للبكتيريا الموجبة والسالبة وبالتالي يعتبر مضاد واسع الطيف                                                | •الدوار •تشنجات •صداع •طفح الجلدي •الحساسية | تثبيط بناء الجدار الخلوي |  |
| إميبينيم | پريماكسين                   | مضاد للبكتيريا الموجبة والسالبة وبالتالي يعتبر مضاد واسع الطيف                                                | •الدوار •تشنجات •صداع •طفح الجلدي •الحساسية | تثبيط بناء الجدار الخلوي |  |
| ميروپينيم | ميريم                       | مضاد للبكتيريا الموجبة والسالبة وبالتالي يعتبر مضاد واسع الطيف                                                | •الدوار •تشنجات •صداع •طفح الجلدي •الحساسية | تثبيط بناء الجدار الخلوي |  |
| السيفالوسبورينات (الجيل الأول) |                             | | | |  |
| سيفادروكسيل | ديوريسف                     | فعال ضد البكتيريا الموجبة                                                                                     | •اضطراب الجهاز الهضمي والإسهال •الغثيان •الحساسية | تثبيط بناء الجدار الخلوي |  |
| سيفازولين | أنسيف                       | فعال ضد البكتيريا الموجبة                                                                                     | •اضطراب الجهاز الهضمي والإسهال •الغثيان •الحساسية | تثبيط بناء الجدار الخلوي |  |
| سيفالوتين | سيفالوثين                   | فعال ضد البكتيريا الموجبة                                                                                     | •اضطراب الجهاز الهضمي والإسهال •الغثيان •الحساسية | تثبيط بناء الجدار الخلوي |  |
| سيفالكسين | كيفلكس                      | فعال ضد البكتيريا الموجبة                                                                                     | •اضطراب الجهاز الهضمي والإسهال •الغثيان •الحساسية | تثبيط بناء الجدار الخلوي |  |
| السفالوسبورينات (الجيل الثاني) |                             | | | |  |
| سفاكلور | سكلور                       | فعال ضد البكتيريا السالبة أكثر منها في الموجبة                                                                | •اضطرابات الجهاز الهضمي والإسهال •الغثيان (في حالة التناول المتزامن مع الكحول) •ردود فعل تحسسية                                                                                               | تثبيط عملية تكوين الجدار الخلوي |  |
| سفاماندول | ماندول                      | فعال ضد البكتيريا السالبة أكثر منها في الموجبة                                                                | •اضطرابات الجهاز الهضمي والإسهال •الغثيان (في حالة التناول المتزامن مع الكحول) •ردود فعل تحسسية                                                                                               | تثبيط عملية تكوين الجدار الخلوي |  |
| سيفوكسيتين | مفوكسين                     | فعال ضد البكتيريا السالبة أكثر منها في الموجبة                                                                | •اضطرابات الجهاز الهضمي والإسهال •الغثيان (في حالة التناول المتزامن مع الكحول) •ردود فعل تحسسية                                                                                               | تثبيط عملية تكوين الجدار الخلوي |  |
| سفپروزيل | سفزيل                       | فعال ضد البكتيريا السالبة أكثر منها في الموجبة                                                                | •اضطرابات الجهاز الهضمي والإسهال •الغثيان (في حالة التناول المتزامن مع الكحول) •ردود فعل تحسسية                                                                                               | تثبيط عملية تكوين الجدار الخلوي |  |
| سفوروكسيم | سفتين، زينات                | فعال ضد البكتيريا السالبة أكثر منها في الموجبة                                                                | •اضطرابات الجهاز الهضمي والإسهال •الغثيان (في حالة التناول المتزامن مع الكحول) •ردود فعل تحسسية                                                                                               | تثبيط عملية تكوين الجدار الخلوي |  |
| السفالوسبورينات (الجيل الثالث) |                             | | | |  |
| سيفيكسيم | سوپراكس                     | فعال ضد البكتيريا السالبة ماعد الزائفة                                                                        | •اضطرابات الجهاز الهضمي والإسهال •الغثيان (في حالة التناول المتزامن مع الكحول) •ردود فعل تحسسية                                                                                               | تثبيط عملية تكوين الجدار الخلوي |  |
| سفدينير | أمونيسف، سفدايل             | فعال ضد البكتيريا السالبة ماعد الزائفة                                                                        | •اضطرابات الجهاز الهضمي والإسهال •الغثيان (في حالة التناول المتزامن مع الكحول) •ردود فعل تحسسية                                                                                               | تثبيط عملية تكوين الجدار الخلوي |  |
| سفديتورين | سپكتراسف                    | فعال ضد البكتيريا السالبة ماعد الزائفة                                                                        | •اضطرابات الجهاز الهضمي والإسهال •الغثيان (في حالة التناول المتزامن مع الكحول) •ردود فعل تحسسية                                                                                               | تثبيط عملية تكوين الجدار الخلوي |  |
| سفوبرازون | سفوبيد                      | فعال ضد البكتيريا السالبة ماعد الزائفة                                                                        | •اضطرابات الجهاز الهضمي والإسهال •الغثيان (في حالة التناول المتزامن مع الكحول) •ردود فعل تحسسية                                                                                               | تثبيط عملية تكوين الجدار الخلوي |  |
| سفوتاكسيم | كالفوران                    | فعال ضد البكتيريا السالبة ماعد الزائفة                                                                        | •اضطرابات الجهاز الهضمي والإسهال •الغثيان (في حالة التناول المتزامن مع الكحول) •ردود فعل تحسسية                                                                                               | تثبيط عملية تكوين الجدار الخلوي |  |
| سفبودوكسيم | ڤانتين                      | فعال ضد البكتيريا السالبة ماعد الزائفة                                                                        | •اضطرابات الجهاز الهضمي والإسهال •الغثيان (في حالة التناول المتزامن مع الكحول) •ردود فعل تحسسية                                                                                               | تثبيط عملية تكوين الجدار الخلوي |  |
| سفتازيديم | فورتاز                      | فعال ضد البكتيريا السالبة ماعد الزائفة                                                                        | •اضطرابات الجهاز الهضمي والإسهال •الغثيان (في حالة التناول المتزامن مع الكحول) •ردود فعل تحسسية                                                                                               | تثبيط عملية تكوين الجدار الخلوي |  |
| سفتيبوتين | سداكس                       | فعال ضد البكتيريا السالبة ماعد الزائفة                                                                        | •اضطرابات الجهاز الهضمي والإسهال •الغثيان (في حالة التناول المتزامن مع الكحول) •ردود فعل تحسسية                                                                                               | تثبيط عملية تكوين الجدار الخلوي |  |
| سفتيزوكسيم |                             | فعال ضد البكتيريا السالبة ماعد الزائفة                                                                        | •اضطرابات الجهاز الهضمي والإسهال •الغثيان (في حالة التناول المتزامن مع الكحول) •ردود فعل تحسسية                                                                                               | تثبيط عملية تكوين الجدار الخلوي |  |
| سيفتراياكسون | روسفين                      | فعال ضد البكتيريا السالبة ماعد الزائفة                                                                        | •اضطرابات الجهاز الهضمي والإسهال •الغثيان (في حالة التناول المتزامن مع الكحول) •ردود فعل تحسسية                                                                                               | تثبيط عملية تكوين الجدار الخلوي |  |
| السفالوسبورينات (الجيل الرابع) |                             | | | |  |
| سفبيم | ماكسيپيم                    | فعال ضد عدوى بكتيرياالزائفة الزنجارية                                                                         | •اضطرابات الجهاز الهضمي والإسهال •الغثيان (في حالة التناول المتزامن مع الكحول) •تحسس | تثبيط علمية تكوين الجدار الخلوي |  |
| السفالوسبورينات (الجيل الخامس) |                             | | | |  |
| سفتوبيبرول | زيفتيرا                     | يستخدم لعلاج البكتيريا المقاومة للبنسيلين •MRSA •الزائفة الزنجارية •المكورات الرؤية •المكورات المعوية         | •اضطرابات الجهاز الهضمي والإسهال •الغثيان (في حالة التناول المتزامن مع الكحول) •ردود فعل تحسسية                                                                                               | تثبيط عملية تكوين الجدار الخلوي |  |
| سيفتارولين فوسامين | تيفلارو                     | يستخدم لعلاج MRSA                                                                                             | | |  |
| الغليكوبيبتيدات |                             | | | |  |
| تيكوبلانين | تارجوسيد                    | | | تثبيط عملية تكوين الجدار الخلوي |  |
| فانكوميسين | فانكوكين                    | | | تثبيط عملية تكوين الجدار الخلوي |  |
| تلافانسين | ڤيباتيڤ                     | | | |  |
| الماكروليدات |                             | | | |  |
| أزيثرومايسين | زيثروماكس، سومامد، زيتروكين | •عدوى البكتريا العقدية •الزهري •عدوى الجهاز التنفسي •العدوى بالمفطورة الرئوية •مرض لايم                       | •الغثيان •القيء •إسهالات •اليرقان | يعمل مثبط تخليق البروتين عن طريق ارتباطة على S50 في الرايبوسوم مما يمنع ارتباط الحمض النووي الناقل tRNA على وحدة الرايبوسوم |  |
| كلاريثروميسين | بايكسين                     | •عدوى البكتريا العقدية •الزهري •عدوى الجهاز التنفسي •العدوى بالمفطورة الرئوية •مرض لايم                       | •الغثيان •القيء •إسهالات •اليرقان | يعمل مثبط تخليق البروتين عن طريق ارتباطة على S50 في الرايبوسوم مما يمنع ارتباط الحمض النووي الناقل tRNA على وحدة الرايبوسوم |  |
| ديريثروميسين | ديناباك                     | •عدوى البكتريا العقدية •الزهري •عدوى الجهاز التنفسي •العدوى بالمفطورة الرئوية •مرض لايم                       | •الغثيان •القيء •إسهالات •اليرقان | يعمل مثبط تخليق البروتين عن طريق ارتباطة على S50 في الرايبوسوم مما يمنع ارتباط الحمض النووي الناقل tRNA على وحدة الرايبوسوم |  |
| إريثرومايسين | إريثروسين، إريثروپد         | •عدوى البكتريا العقدية •الزهري •عدوى الجهاز التنفسي •العدوى بالمفطورة الرئوية •مرض لايم                       | •الغثيان •القيء •إسهالات •اليرقان | يعمل مثبط تخليق البروتين عن طريق ارتباطة على S50 في الرايبوسوم مما يمنع ارتباط الحمض النووي الناقل tRNA على وحدة الرايبوسوم |  |
| روكسيثروميسين |                             | •عدوى البكتريا العقدية •الزهري •عدوى الجهاز التنفسي •العدوى بالمفطورة الرئوية •مرض لايم                       | •الغثيان •القيء •إسهالات •اليرقان | يعمل مثبط تخليق البروتين عن طريق ارتباطة على S50 في الرايبوسوم مما يمنع ارتباط الحمض النووي الناقل tRNA على وحدة الرايبوسوم |  |
| تروليندوميسين | تاو                         | •عدوى البكتريا العقدية •الزهري •عدوى الجهاز التنفسي •العدوى بالمفطورة الرئوية •مرض لايم                       | •الغثيان •القيء •إسهالات •اليرقان | يعمل مثبط تخليق البروتين عن طريق ارتباطة على S50 في الرايبوسوم مما يمنع ارتباط الحمض النووي الناقل tRNA على وحدة الرايبوسوم |  |
| تليثرومايسين | كيتيك                       | •الالتهاب الرئوي •اضطراب في الإبصار •تسمم الكبد                                                               | | يعمل مثبط تخليق البروتين عن طريق ارتباطة على S50 في الرايبوسوم مما يمنع ارتباط الحمض النووي الناقل tRNA على وحدة الرايبوسوم |  |
| مونوباكتام |                             | | | |  |
| أزتريونام | أزاكتام                     | | | تثبيط عملية تكوين الجدار الخلوي |  |
| البنسلينات |                             | | | |  |
| أموكسيسيلين | نوفاموكس، أموكسيل           | تستخدم لمجكوعة واسعة من الامراض                                                                               | •اضطراب الجهاز الهضمي والإسهال •حساسيةخطيرة قد تؤدي إلى صدمة تحسسية •تضرر المخ والكلى (نادر)                                                                                                  | يمنع عملية تكوين الجدار الخلوي |  |
| أمبيسيلين | پرينسيپين                   | تستخدم لمجكوعة واسعة من الامراض                                                                               | •اضطراب الجهاز الهضمي والإسهال •حساسيةخطيرة قد تؤدي إلى صدمة تحسسية •تضرر المخ والكلى (نادر)                                                                                                  | يمنع عملية تكوين الجدار الخلوي |  |
| أزلوسيلين |                             | تستخدم لمجكوعة واسعة من الامراض                                                                               | •اضطراب الجهاز الهضمي والإسهال •حساسيةخطيرة قد تؤدي إلى صدمة تحسسية •تضرر المخ والكلى (نادر)                                                                                                  | يمنع عملية تكوين الجدار الخلوي |  |
| كلوكساسيلين | تكوين                       | تستخدم لمجكوعة واسعة من الامراض                                                                               | •اضطراب الجهاز الهضمي والإسهال •حساسيةخطيرة قد تؤدي إلى صدمة تحسسية •تضرر المخ والكلى (نادر)                                                                                                  | يمنع عملية تكوين الجدار الخلوي |  |
| ديكلوكساسيلين | دينابين                     | تستخدم لمجكوعة واسعة من الامراض                                                                               | •اضطراب الجهاز الهضمي والإسهال •حساسيةخطيرة قد تؤدي إلى صدمة تحسسية •تضرر المخ والكلى (نادر)                                                                                                  | يمنع عملية تكوين الجدار الخلوي |  |
| فلوكلوزاسيلين | فلوكسابين                   | تستخدم لمجكوعة واسعة من الامراض                                                                               | •اضطراب الجهاز الهضمي والإسهال •حساسيةخطيرة قد تؤدي إلى صدمة تحسسية •تضرر المخ والكلى (نادر)                                                                                                  | يمنع عملية تكوين الجدار الخلوي |  |
| ميزلوسيللين | ميزلين                      | تستخدم لمجكوعة واسعة من الامراض                                                                               | •اضطراب الجهاز الهضمي والإسهال •حساسيةخطيرة قد تؤدي إلى صدمة تحسسية •تضرر المخ والكلى (نادر)                                                                                                  | يمنع عملية تكوين الجدار الخلوي |  |
| ميثيسيلين | ستافسيلين                   | تستخدم لمجكوعة واسعة من الامراض                                                                               | •اضطراب الجهاز الهضمي والإسهال •حساسيةخطيرة قد تؤدي إلى صدمة تحسسية •تضرر المخ والكلى (نادر)                                                                                                  | يمنع عملية تكوين الجدار الخلوي |  |
| نافسيلين | اونبين                      | تستخدم لمجكوعة واسعة من الامراض                                                                               | •اضطراب الجهاز الهضمي والإسهال •حساسيةخطيرة قد تؤدي إلى صدمة تحسسية •تضرر المخ والكلى (نادر)                                                                                                  | يمنع عملية تكوين الجدار الخلوي |  |
| اوكساسيلين | بروستافين                   | تستخدم لمجكوعة واسعة من الامراض                                                                               | •اضطراب الجهاز الهضمي والإسهال •حساسيةخطيرة قد تؤدي إلى صدمة تحسسية •تضرر المخ والكلى (نادر)                                                                                                  | يمنع عملية تكوين الجدار الخلوي |  |
| بينسيلين جي | بينتيد                      | تستخدم لمجكوعة واسعة من الامراض                                                                               | •اضطراب الجهاز الهضمي والإسهال •حساسيةخطيرة قد تؤدي إلى صدمة تحسسية •تضرر المخ والكلى (نادر)                                                                                                  | يمنع عملية تكوين الجدار الخلوي |  |
| بايبيرسيلين | بايبراسيل                   | تستخدم لمجكوعة واسعة من الامراض                                                                               | •اضطراب الجهاز الهضمي والإسهال •حساسيةخطيرة قد تؤدي إلى صدمة تحسسية •تضرر المخ والكلى (نادر)                                                                                                  | يمنع عملية تكوين الجدار الخلوي |  |
| تيكارسيلين | تيكار                       | تستخدم لمجكوعة واسعة من الامراض                                                                               | •اضطراب الجهاز الهضمي والإسهال •حساسيةخطيرة قد تؤدي إلى صدمة تحسسية •تضرر المخ والكلى (نادر)                                                                                                  | يمنع عملية تكوين الجدار الخلوي |  |
| تيموسيلين | نيجابان                     | | | |  |
| أمينوبنسلين |                             | | | |  |
| بنسيلينات/مثبطات بيتالاكتاميز |                             | | | |  |
| •أموكسيسيلين/حمض الكلافولانيك (اوجمينتين) •أمبيسيلين/سولباكتام (يوناسين) •بيبراسيلين/تازوباكتام(زوسين) •تيكارسيلين/ حمض كلافولانيك(تيمينتين) | أوجمينتين                   | عالية الفعالية تجاه البكتيريا المثبطة للبيتا لاكتام بواسطة انزيمات البيتا لاكتاماز مثل                        | | تثبط عمل إنزيمات البيتالاكتاميز في البكتيريا والبتالي لن تكون البكتيريا قادرة على تعطيل وحدة البيتالاكتام الموجودة في مضادات البنسيلينات                                                                                              |  |
| عائلة البيبتيدات ‏ |                             | | | |  |
| باسيتراسين |                             | •يستخدم موضعياً كمرهم لعدوى العين                                                                              | •أضرار الكلى والاعصاب عند استخدامه عن طريق الحقن | تثبط جزيء isoprenyl pyrophosphate المسؤول نقل جزيئات الجدار الخلوي من مكان تصنيعها في السيتوبلازم إلى الخارج حيث تتموضع مشكلة الجدار الخلوي                                                                                           |  |
| كوليستين | كولي مايسين                 | •يستخدم موضعياً كمرهم لعدوى العين                                                                              | •أضرار الكلى والاعصاب عند استخدامه عن طريق الحقن | تتفاعل على الغشاء الخلوي للبكتيريا كجزيئات مؤينة وتغير كهربائية الغشاء الخلوي وبالتالي تغير من نفاذية الغشاء ميؤديه إلى تدفق السوائل والجزيئات من وإلى الخلية البكتيرية                                                               |  |
| پوليميكسين بي |                             | •يستخدم موضعياً كمرهم لعدوى العين                                                                              | •أضرار الكلى والاعصاب عند استخدامه عن طريق الحقن | تتفاعل على الغشاء الخلوي للبكتيريا كجزيئات مؤينة وتغير كهربائية الغشاء الخلوي وبالتالي تغير من نفاذية الغشاء ميؤديه إلى تدفق السوائل والجزيئات من وإلى الخلية البكتيرية                                                               |  |
| الكوينولونات |                             | | | |  |
| سيبروفلوكساسين | سيبوكسين                    | •التهابات المسالك البولية •التهابات البروستات •الالتهاب الرئوي - عدوى المفطورة الرئو •السيلان                 | •الغثيان •التهاب الأوتار | تثبط الانزيمتوبوإيزوميراز المسؤول عن فك إلتوى ال DNA قبل عملية النسخ |  |
| إينوكساسين | بنتركس                      | •التهابات المسالك البولية •التهابات البروستات •الالتهاب الرئوي - عدوى المفطورة الرئو •السيلان                 | •الغثيان •التهاب الأوتار | تثبط الانزيمتوبوإيزوميراز المسؤول عن فك إلتوى ال DNA قبل عملية النسخ |  |
| غاتيفلوكساسين | تيكوين                      | •التهابات المسالك البولية •التهابات البروستات •الالتهاب الرئوي - عدوى المفطورة الرئو •السيلان                 | •الغثيان •التهاب الأوتار | تثبط الانزيمتوبوإيزوميراز المسؤول عن فك إلتوى ال DNA قبل عملية النسخ |  |
| جيميفلوكساسين | فيكتف                       | •التهابات المسالك البولية •التهابات البروستات •الالتهاب الرئوي - عدوى المفطورة الرئو •السيلان                 | •الغثيان •التهاب الأوتار | تثبط الانزيمتوبوإيزوميراز المسؤول عن فك إلتوى ال DNA قبل عملية النسخ |  |
| ليفوفلوكساسين | لفاكوين                     | •التهابات المسالك البولية •التهابات البروستات •الالتهاب الرئوي - عدوى المفطورة الرئو •السيلان                 | •الغثيان •التهاب الأوتار | تثبط الانزيمتوبوإيزوميراز المسؤول عن فك إلتوى ال DNA قبل عملية النسخ |  |
| لوميفلوكساسين | ماكساكوين                   | •التهابات المسالك البولية •التهابات البروستات •الالتهاب الرئوي - عدوى المفطورة الرئو •السيلان                 | •الغثيان •التهاب الأوتار | تثبط الانزيمتوبوإيزوميراز المسؤول عن فك إلتوى ال DNA قبل عملية النسخ |  |
| موكسيفلوكساسين | أفلوكس                      | •التهابات المسالك البولية •التهابات البروستات •الالتهاب الرئوي - عدوى المفطورة الرئو •السيلان                 | •الغثيان •التهاب الأوتار | تثبط الانزيمتوبوإيزوميراز المسؤول عن فك إلتوى ال DNA قبل عملية النسخ |  |
| نورفلوكساسين | نوروكسين                    | •التهابات المسالك البولية •التهابات البروستات •الالتهاب الرئوي - عدوى المفطورة الرئو •السيلان                 | •الغثيان •التهاب الأوتار | تثبط الانزيمتوبوإيزوميراز المسؤول عن فك إلتوى ال DNA قبل عملية النسخ |  |
| أوفلوكساسين | أكوفلوكس                    | •التهابات المسالك البولية •التهابات البروستات •الالتهاب الرئوي - عدوى المفطورة الرئو •السيلان                 | •الغثيان •التهاب الأوتار | تثبط الانزيمتوبوإيزوميراز المسؤول عن فك إلتوى ال DNA قبل عملية النسخ |  |
| ناديفلوكساسين |                             | •التهابات المسالك البولية •التهابات البروستات •الالتهاب الرئوي - عدوى المفطورة الرئو •السيلان                 | •الغثيان •التهاب الأوتار | تثبط الانزيمتوبوإيزوميراز المسؤول عن فك إلتوى ال DNA قبل عملية النسخ |  |
| تروفافلوكساسين | تروفان                      | | | |  |
| جريبافلوكساسين | راكسار                      | | | |  |
| سبارفلوكساسين | زاكام                       | | | |  |
| تيمافلوكساسين | أومني                       | | | |  |
| السلوفوناميدات |                             | | | |  |
| مافينيد | سولفاميلون                  | •التهاب المسالك البولية                                                                                       | •زيادة عدد خلايا الدمء البيضاء •التحسس لضوء الشمس | تعتبر من مثبطات تكوين حمض الفوليك الذي يعد ضروري في تكوين الاحماض النووية وبالتالي تمنع عملية تكوين الDNA |  |
| سلفاديازين | سيلفادين                    | •التهاب المسالك البولية                                                                                       | •زيادة عدد خلايا الدمء البيضاء •التحسس لضوء الشمس | تعتبر من مثبطات تكوين حمض الفوليك الذي يعد ضروري في تكوين الاحماض النووية وبالتالي تمنع عملية تكوين الDNA |  |
| سولفاديازين | ميكرو-سولفون                | •التهاب المسالك البولية                                                                                       | •زيادة عدد خلايا الدمء البيضاء •التحسس لضوء الشمس | تعتبر من مثبطات تكوين حمض الفوليك الذي يعد ضروري في تكوين الاحماض النووية وبالتالي تمنع عملية تكوين الDNA |  |
| سلفاديميثوكسين | داي ميثوكس                  | •التهاب المسالك البولية                                                                                       | •زيادة عدد خلايا الدمء البيضاء •التحسس لضوء الشمس | تعتبر من مثبطات تكوين حمض الفوليك الذي يعد ضروري في تكوين الاحماض النووية وبالتالي تمنع عملية تكوين الDNA |  |
| سلفانيلاميد |                             | •التهاب المسالك البولية                                                                                       | •زيادة عدد خلايا الدمء البيضاء •التحسس لضوء الشمس | تعتبر من مثبطات تكوين حمض الفوليك الذي يعد ضروري في تكوين الاحماض النووية وبالتالي تمنع عملية تكوين الDNA |  |
| سلفاسيتامسد | سولاميد                     | •التهاب المسالك البولية                                                                                       | •زيادة عدد خلايا الدمء البيضاء •التحسس لضوء الشمس | تعتبر من مثبطات تكوين حمض الفوليك الذي يعد ضروري في تكوين الاحماض النووية وبالتالي تمنع عملية تكوين الDNA |  |
| سلفاميثيزول | ثيوسلفيل فورن               | •التهاب المسالك البولية                                                                                       | •زيادة عدد خلايا الدمء البيضاء •التحسس لضوء الشمس | تعتبر من مثبطات تكوين حمض الفوليك الذي يعد ضروري في تكوين الاحماض النووية وبالتالي تمنع عملية تكوين الDNA |  |
| سولفاسالازين | أزولفيدين                   | •التهاب المسالك البولية                                                                                       | •زيادة عدد خلايا الدمء البيضاء •التحسس لضوء الشمس | تعتبر من مثبطات تكوين حمض الفوليك الذي يعد ضروري في تكوين الاحماض النووية وبالتالي تمنع عملية تكوين الDNA |  |
| سولفيسوكسازول | جينتريسين                   | •التهاب المسالك البولية                                                                                       | •زيادة عدد خلايا الدمء البيضاء •التحسس لضوء الشمس | تعتبر من مثبطات تكوين حمض الفوليك الذي يعد ضروري في تكوين الاحماض النووية وبالتالي تمنع عملية تكوين الDNA |  |
| تريميثوبريم/سلفاميثوكسازول | باتريم                      | •التهاب المسالك البولية                                                                                       | •زيادة عدد خلايا الدمء البيضاء •التحسس لضوء الشمس | تعتبر من مثبطات تكوين حمض الفوليك الذي يعد ضروري في تكوين الاحماض النووية وبالتالي تمنع عملية تكوين الDNA |  |
| |                             | | | |  |
| عائلة النتروفورانات |                             | | | |  |
| فورازوليدون | Furxone                     | عدوى الاوليات                                                                                                 | | |  |
| نيتروفورانتوين | مكرودانتين                  | التهابات المسالك البولية                                                                                      | | |  |
| نيتروفورازون |                             | | | |  |
| نيفورتوينول |                             | | | |  |
| نيفروكسازيد |                             | | | |  |
| أوكسازوليدينونات ‏ |                             | | | |  |
| لينيزوليد | Zyvox                       | يستخدم للبكتيريا المقاومة لبعض المضادات امثالMRSA VRSA عدوى الجلد                                             | نقص الصفائح الدموية | تثبيط تكوين البروتينات |  |
| بوسيزوليد |                             | | | |  |
| راديزوليد |                             | | | |  |
| تيديزوليد |                             | | | |  |
| عائلة التتراسيكلينات |                             | | | |  |
| ديميكلوسين | دكلوميسين                   | •الزهر، •المتدثرات •مرض لايم•عدوى المفطورة الرئوية، •ريكتسية •كما يستخدم كعلاج للملاريا                       | •يؤثر على نمو عظام وأسنان الطفل في حال استخدمته الام الحامل أو الطفل تحت عمر الثامنة •اضطرابات الجهاز الهضمي •السمية المحتملة للأم والجنين أثناء الحمل •انخفاض مؤقت لنمو العظام وتصبغ الاسنان | يعتبر من مثبطات تكوين البروتينات حيث يرتبط على وحدة S30 الريبوسومية ويمنع ارتباط الحمض النووي الريبوزي الناقل المسؤول عن نقل الاحماض الامينية إلى الرايبوسوم أثناء عملية الترجمة                                                      |  |
| دوكسيسايكلين | فيبراميسين                  | •الزهر، •المتدثرات •مرض لايم•عدوى المفطورة الرئوية، •ريكتسية •كما يستخدم كعلاج للملاريا                       | •يؤثر على نمو عظام وأسنان الطفل في حال استخدمته الام الحامل أو الطفل تحت عمر الثامنة •اضطرابات الجهاز الهضمي •السمية المحتملة للأم والجنين أثناء الحمل •انخفاض مؤقت لنمو العظام وتصبغ الاسنان | يعتبر من مثبطات تكوين البروتينات حيث يرتبط على وحدة S30 الريبوسومية ويمنع ارتباط الحمض النووي الريبوزي الناقل المسؤول عن نقل الاحماض الامينية إلى الرايبوسوم أثناء عملية الترجمة                                                      |  |
| مينوسيكلين | مينوسين                     | •الزهر، •المتدثرات •مرض لايم•عدوى المفطورة الرئوية، •ريكتسية •كما يستخدم كعلاج للملاريا                       | •يؤثر على نمو عظام وأسنان الطفل في حال استخدمته الام الحامل أو الطفل تحت عمر الثامنة •اضطرابات الجهاز الهضمي •السمية المحتملة للأم والجنين أثناء الحمل •انخفاض مؤقت لنمو العظام وتصبغ الاسنان | يعتبر من مثبطات تكوين البروتينات حيث يرتبط على وحدة S30 الريبوسومية ويمنع ارتباط الحمض النووي الريبوزي الناقل المسؤول عن نقل الاحماض الامينية إلى الرايبوسوم أثناء عملية الترجمة                                                      |  |
| أوكسي تتراسيكلين | تيراميسين                   | •الزهر، •المتدثرات •مرض لايم•عدوى المفطورة الرئوية، •ريكتسية •كما يستخدم كعلاج للملاريا                       | •يؤثر على نمو عظام وأسنان الطفل في حال استخدمته الام الحامل أو الطفل تحت عمر الثامنة •اضطرابات الجهاز الهضمي •السمية المحتملة للأم والجنين أثناء الحمل •انخفاض مؤقت لنمو العظام وتصبغ الاسنان | يعتبر من مثبطات تكوين البروتينات حيث يرتبط على وحدة S30 الريبوسومية ويمنع ارتباط الحمض النووي الريبوزي الناقل المسؤول عن نقل الاحماض الامينية إلى الرايبوسوم أثناء عملية الترجمة                                                      |  |
| ميتاسيكلين |                             | •الزهر، •المتدثرات •مرض لايم•عدوى المفطورة الرئوية، •ريكتسية •كما يستخدم كعلاج للملاريا                       | •يؤثر على نمو عظام وأسنان الطفل في حال استخدمته الام الحامل أو الطفل تحت عمر الثامنة •اضطرابات الجهاز الهضمي •السمية المحتملة للأم والجنين أثناء الحمل •انخفاض مؤقت لنمو العظام وتصبغ الاسنان | يعتبر من مثبطات تكوين البروتينات حيث يرتبط على وحدة S30 الريبوسومية ويمنع ارتباط الحمض النووي الريبوزي الناقل المسؤول عن نقل الاحماض الامينية إلى الرايبوسوم أثناء عملية الترجمة                                                      |  |
| تيتراسايكلين | سومايسين                    | •الزهر، •المتدثرات •مرض لايم•عدوى المفطورة الرئوية، •ريكتسية •كما يستخدم كعلاج للملاريا                       | •يؤثر على نمو عظام وأسنان الطفل في حال استخدمته الام الحامل أو الطفل تحت عمر الثامنة •اضطرابات الجهاز الهضمي •السمية المحتملة للأم والجنين أثناء الحمل •انخفاض مؤقت لنمو العظام وتصبغ الاسنان | يعتبر من مثبطات تكوين البروتينات حيث يرتبط على وحدة S30 الريبوسومية ويمنع ارتباط الحمض النووي الريبوزي الناقل المسؤول عن نقل الاحماض الامينية إلى الرايبوسوم أثناء عملية الترجمة                                                      |  |
| أخرى |                             | | | |  |
| أرسفينامين | سالفارسان                   | عدو الملتويات                                                                                                 | | |  |
| كلورامفينكول | كلوروميستين                 | •التهاب السحايا •مكورات عنقودية ذهبية مقاومة للميثيسيلين •التفيوئيد •الكوليرا                                 | لم يعد يستخدم بسبب سميتة خصوصا عند الحوامل | تثبيط تكوين البروتينات عن طريق ارتباطها على وحدة S50 الريبوسومية |  |
| كليندامايسين | كليوسين                     | •العدوى الحادة التي تسببها المكورات العنقودية والعقديات •الاشخاص ذوي الحساسية للبنسيلينات                     | | |  |
| لينكوميسين | لينكوسين                    | يستخدم موضعيا كعلاج لحب الشباب                                                                                | | |  |
| فوسفوميسين | مونورول                     | التهاب المثانة                                                                                                | | |  |
| فورازوليدون |                             | | | |  |
| مترونيدازول | فلاجيل                      | عدوى البروتوزو                                                                                                | | |  |
| موبيروسين | بكتروبان                    | كريم لعلاج القوبا                                                                                             | | |  |
| نتروفورانتوين | مكروبيد                     | عدوى الجهاز البولي                                                                                            | | |  |
| بلاتنسيميسين |                             | | | |  |
| ريفامبسين | ريفادين                     | •كعلاج للسل                                                                                                   | | يرتبط على انزيم بوليميراز الحمض النووي الريبوزي ويمنع عملية النسخ |  |
| ثيامفنيكول |                             | يستخدم لعلاج عدوى البكتيرياالسالبةو الموجبة واللاهوائية. يستخدم بشكل موسع في الطب البيطري.                    | | |  |
| تينيدازول | تينداماكس فاسيجين           | عدوى البروتوزوا                                                                                               | | |  |
| دابسون | أڤلوسولفون                  | علاج للجذام                                                                                                   | | |  |
| كلوفازيمين | لامپرين                     | علاج للجذام                                                                                                   | | |  |
| سايكلوسيرين | سيرومايسين                  | خط الدفاع الاول ضد مرض السل                                                                                   | | |  |
| كابريومايسين | كابستات                     | علاج للسل | | |  |
| إيثامبوتول | ميامبوتول                   | علاج للسل | | |  |
| إيزونيازيد | I.N.H                       | علاج للسل | | |  |
| إثيوناميد | تريكاتور                    | علاج للسل | | |  |
| بيرازيناميد | ألديناميد                   | علاج للسل | | |  |
| ريفابنتين | بريفتين                     | علاج للسل | | |  |

## المضادات الحيوية المرشحة
هذه مضادات حيوية مرشحة، ومضادات حيوية معروفة لم يجري إنتاجها بكميات كبيرة بعد.
| اسم عام     | أصل                  | الشعب المعرضة للإصابة                                                               | مرحلة التطوير | آلية العمل                              |
| غير مصنف    | غير مصنف             | غير مصنف                                                                            | غير مصنف      | غير مصنف                                |
| ----------- | -------------------- | ----------------------------------------------------------------------------------- | ------------- | --------------------------------------- |
| تيكسوباكتين | إليفثريا تيرا        | موجبة الجرام، بما في ذلك المكورات العنقودية الذهبية المقاومة للمضادات الحيوية والسل |               | يربط سلائف الأحماض الدهنية بجدار الخلية |
| الملاسيدين  | غير مثقف البكتيريا   | موجبة الجرام، بما في ذلك المكورات العنقودية الذهبية المقاومة للمضادات الحيوية       |               | يربط سلائف الأحماض الدهنية بجدار الخلية |
| هاليسين     | دواء مضاد لمرض السكر | المطثية العسيرة، والراكدة البومانية، والمتفطرة السلية                               | بشرية         | يعطل التدرج الكهروكيميائي               |